# Atalantia rectispinosa
Atalantia rectispinosa är en vinruteväxtart som först beskrevs av William Grant Craib, och fick sitt nu gällande namn av Adolf Engler. Atalantia rectispinosa ingår i släktet Atalantia och familjen vinruteväxter. Inga underarter finns listade i Catalogue of Life.